# Eugène Viollet-le-Duc
Pour les articles homonymes, voir Viollet-le-Duc.
Eugène Viollet-le-Duc, né le 27 janvier 1814 à Paris 2e et mort le 17 septembre 1879 à Lausanne, est un architecte français.
Surtout connu auprès du grand public contemporain pour ses restaurations de constructions médiévales, édifices religieux et châteaux dont Notre-Dame de Paris, Pierrefonds, Carcassonne, le mont Saint-Michel et le château de Roquetaillade, Viollet-le-Duc est également historien, théoricien, pédagogue, dessinateur, professeur, écrivain, décorateur, archéologue, rédacteur de magazines, alpiniste, etc.
Il a écrit plus de cent ouvrages dont certains auront un succès international et sont toujours réédités, comme le Dictionnaire raisonné de l’architecture française du XIe au XVIe siècle, Entretiens sur l'architecture, Histoire d'une Maison. Une dense iconographie pédagogique permettant la compréhension de ses livres accompagne toujours ses ouvrages, ce qui explique, entre autres, son succès à l'étranger.
Son Dictionnaire raisonné de l'architecture française du XIe au XVIe siècle contient plus de 3 700 dessins et reste aujourd'hui la plus grande base de données iconographiques existante sur le Moyen Âge. Ce livre aura une influence sur l'Arts and Crafts et le style Victorien en Grande-Bretagne, mais aussi sur tous les mouvements du renouveau gothique en Europe.
Il pose les bases de l’architecture moderne, par ses écrits théoriques marqués par le rationalisme. Son livre Entretiens sur l'architecture est considéré « comme fondateur de l'architecture moderne ». Le Corbusier confirme cela : « les racines de l'architecture moderne sont françaises et sont à rechercher chez Viollet-le-Duc ». Ce livre préconisera aussi l'utilisation de matériaux modernes en architecture comme le fer, ce qui influencera la construction du premier gratte-ciel à Chicago (1885) par William Le Baron Jenney, qui dira de Viollet-le-Duc que « ses recherches et ses trouvailles dépassent tout ce qu’un autre auteur a pu écrire ». De son côté Frank Lloyd Wright affirmera que « les Entretiens était le seul livre sensé sur l'architecture au monde ».
Il est aussi considéré aujourd'hui comme le théoricien incontesté de l’Art Nouveau,, dont il sera avec presque trente ans d'avance le premier protagoniste.
Ses disciples seront nombreux et son travail influencera les plus grands artistes du XIXe et du XXe siècle en Europe comme aux États-Unis :  William Burges, Anton Gaudi, Victor Horta, Hector Guimard, Émile Gallé , Eugène Grasset et ses élèves Mucha et Maurice Pillard-Verneuil, Helgo Zettervall, Henri Sauvage et l'École de Nancy, John Ruskin, William Morris, Henry Van de Velde, l’École de Barbizon, Louis Comfort Tiffany, Paul Hankar, Hendrik Petrus Berlage, Louis Sullivan, Frank Lloyd Wright, Le Corbusier, Auguste Perret, Jean Nouvel, etc.

## Biographie

### Jeunesse et famille
Eugène Emmanuel Viollet-le-Duc naît en janvier 1814 au 1, rue Chabanais, aujourd'hui dans le 2e arrondissement de Paris. Il est le fils d'Emmanuel-Louis-Nicolas Viollet-le-Duc (1781-1857), conservateur des résidences royales à l'intendance générale de la liste civile sous le règne de Louis-Philippe Ier, dès 1832, homme de lettres (Nouvel Art poétique, Paris, Martinet, 1809) et d'Élisabeth Eugénie Delécluze (1785-1832), fille de l'architecte Jean-Baptiste Delécluze (1745-v. 1805), femme du monde qui tenait un salon où était reçu, entre autres, Stendhal.
Une correspondance fournie montre la proximité et l'affection entre Eugène Viollet-le-Duc et son père, encore plus après la mort de sa mère, en 1832, victime de l'épidémie de choléra qui touche alors Paris, Viollet-le-Duc n'est âgé que de 18 ans. Son père l'encourage dans sa voie professionnelle.

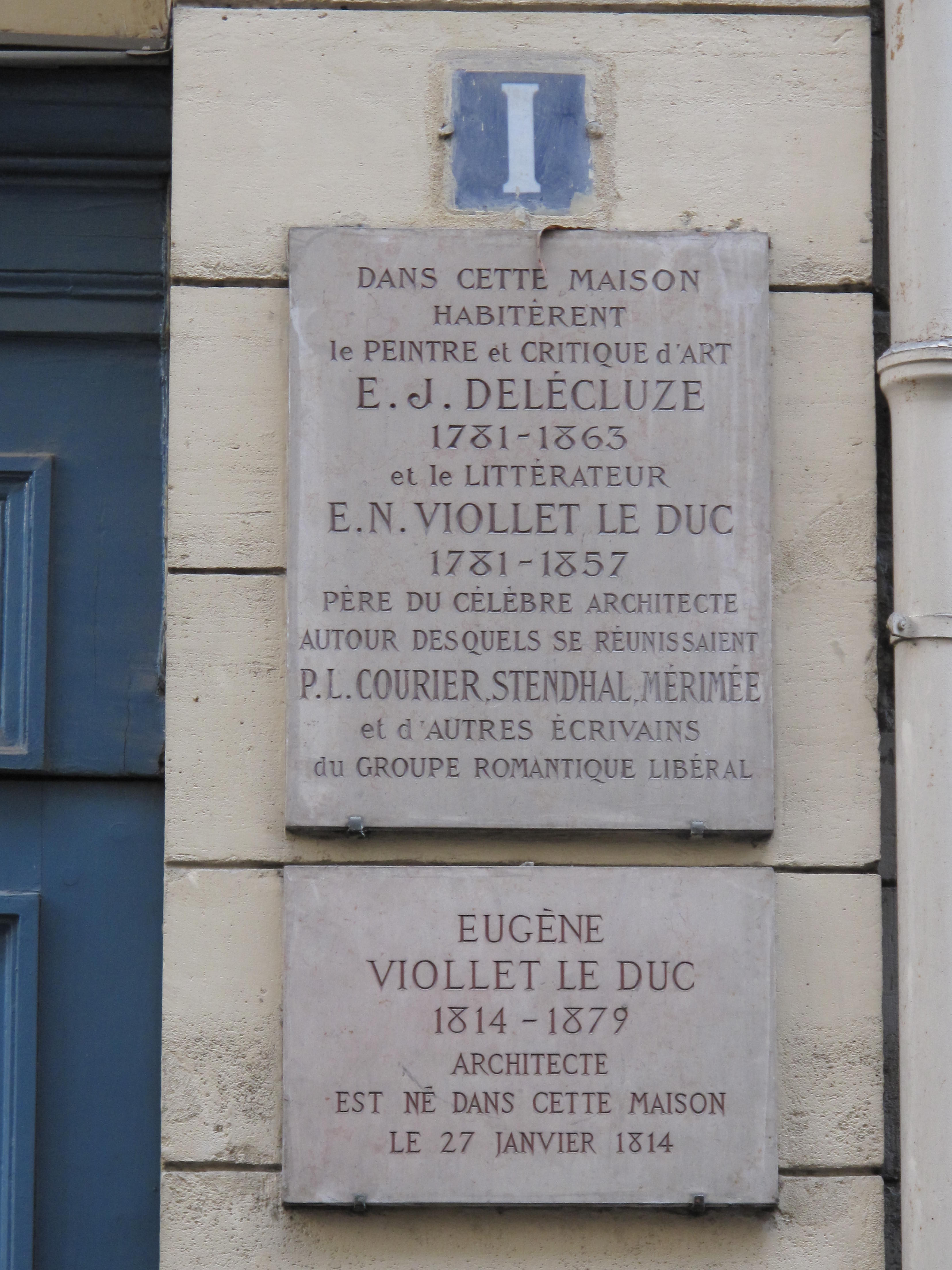
Plaque 1 rue Chabanais (Paris).

Il est également très proche de son oncle, Étienne-Jean Delécluze, peintre et critique d'art, qui était le frère aîné de sa mère. Celui-ci recevait à son domicile du 1 de la rue Chabanais, des artistes, des peintres et des architectes au sein d'un salon littéraire. Ces personnalités (comme Prosper Mérimée) aidèrent plus tard le jeune Viollet-le-Duc dans sa carrière.
Eugène avait un frère cadet, Adolphe Viollet-le-Duc (1817-1878), qui fut peintre. Du fait de la fonction occupée par leur père dans l'administration, toute la famille Viollet-le-Duc était logée au palais des Tuileries.
Le 3 mai 1834, à vingt ans, il épouse Élisabeth Tempier, qu'il a rencontrée chez son ami le compositeur Émile Millet, frère du sculpteur Aimé Millet,, avec qui il avait l'habitude de voyager. Ils ont un fils, qu'ils nomment également Eugène (Eugène-Louis), né en 1835 et mort en 1910, et une fille, Marie-Sophie, née en 1838. Celle-ci se marie plus tard avec Maurice Ouradou, un élève de son père et de Lebas. Viollet-le-Duc lui confie plusieurs travaux, dont la construction du château du Tertre d'Ambrières. Ouradou est également architecte diocésain à Châlons en 1862.

### Formation
Le petit Eugène vit dans une ambiance artistique et libérale. Ainsi, à six ans, il est déjà un dessinateur précoce et surdoué. Entre 1826 et 1829, il est en pensionnat à l'institut Morin, à Fontenay-aux-Roses dont le directeur était un ancien républicain, anticlérical, disciple de Pestalozzi et de sa pédagogie moderne. 
Jeune, Viollet-le-Duc avait « l’esprit rebelle » de son âge et déjà le goût de la construction et du risque : à seize ans, il monte des barricades pendant la Révolution de 1830 et voit ses compagnons tomber autour de lui. 
À 18 ans, pour ses études supérieures, il n'écoute pas ses proches et refuse de rentrer dans le rang : « Si j'ai du talent, que je sorte ou non de l'École [Beaux-Arts de Paris], je percerai. Si je n'en ai pas, ce n'est pas l'École qui m'en donnera ». D'un caractère bien trempé il ne suivra donc pas les cours de l'École des Beaux-Arts de Paris et cela lui vaudra le mépris de nombreux architectes. La jalousie que cela suscitera sera à l'origine d'innombrables polémiques auxquelles Viollet-le-Duc répondait avec lucidité : « S’il doit tomber dans l’oubli comme tant d’autres choses, à quoi bon répondre à des attaques contre une doctrine dont personne ne gardera souvenir ? »
À la place, il parcourt la France, étudie les anciens bâtiments en les dessinant et vend ses œuvres pour financer ses voyages d’études à venir. Cette stature d'architecte autodidacte donnera à de Viollet-le-Duc quelques années plus tard une aura immense auprès des jeunes étudiants réformistes qui refusaient la mentalité conventionnelle de l'architecture académique.
En 1834, Viollet-le-Duc devient professeur suppléant de composition et d’ornement à la « Petite école » de dessin (ancienne École royale gratuite de dessin, qui devint plus tard l'École nationale supérieure des arts décoratifs). Il y impose l’étude et le dessin de la nature qui pour lui est le modèle parfait de l’esthétisme et de l’harmonie. Cette approche pédagogique, combattue par les Beaux-Arts, prendra pied dans l’école par les professeurs qui devinrent ses disciples, comme Charles Genuys « un des plus illustres animateurs de l'Art nouveau ». Ainsi sous l’influence de Viollet-le-Duc l’enseignement de l’art floral et la reproduction en dessin de la nature allait ouvrir la voie à ce mouvement : Hector Guimard, le décorateur Louis Majorelle, le bijoutier Lalique, élèves de l’école, illustrent la filiation naturaliste de Viollet-le-Duc.
Après un voyage au mont Saint-Michel en 1835 il concrétise en 1836 son rêve de réaliser un long voyage en Italie grâce au produit de la vente de l’aquarelle Le Banquet des dames aux Tuileries au roi Louis-Philippe. À son retour, il entre au Conseil des bâtiments civils comme auditeur, et est nommé sous-inspecteur des travaux de l’hôtel des Archives du royaume. C'est le début de sa collaboration aux Voyages pittoresques et romantiques dans l'ancienne France du baron Taylor.

### Discours
Paradoxalement c’est dans ses travaux de restauration qu’il découvre dans le génie des gothiques un système de construction intemporel, basé sur l’observation de la nature. Ainsi pour Viollet-le-Duc la nature « était le modèle à suivre en architecture». Grâce à cela il établira les bases de l’architecture moderne qui sera dite « rationaliste » : nature, forme, fonction et matière.
Son discours sera propagé par son enseignement, ses restaurations et aussi par ses ouvrages illustrés. Son « Dictionnaire » (souvent considéré comme une simple encyclopédie sur le Moyen Âge) propose « une recherche alternative au corps doctrinal de l'Académie ». Ses dessins d’inspiration naturaliste ou gothique, influenceront le renouveau gothique partout en Europe, mais aussi les arts décoratifs de la fin du XIXe siècle dont ceux de l’Art nouveau. On retrouve l’influence des dessins du Dictionnaire directement dans l’esthétisme des œuvres Arts and Crafts de Edward Burne-Jones, Dante Gabriel Rossetti et William Morris à l’Exposition universelle de Londres en 1862,.
Son livre Entretiens influence l’architecture proprement dite, comme la notion de structure ou le rapport aux matériaux modernes, comme le fer. Il inaugure un mode de raisonnement qui part des problèmes structurants comme noyau central du problème architectural. Les artistes Art nouveau (Gaudi, Guimard, Horta, etc.) copieront ouvertement ses modèles pour leurs constructions et le premier gratte-ciel aux États-Unis sera basé sur ses écrits.
Dans son Histoire d’une maison, Viollet-le-Duc exprime sa volonté de faire de l'architecture un art total. Ainsi, la réflexion sur l'aménagement intérieur de la maison et sur son décor prend-elle autant d'importance que celle sur la construction elle-même. Cette idée de considérer l’architecture et les arts décoratifs comme inséparables sera essentielle dans la conception artistique des artistes Art nouveau. Elle est aujourd’hui devenue la norme en architecture.
Histoire d’un dessinateur est presque autobiographique et pose son credo en matière d’éducation : la pratique du dessin comme un vecteur de l’émancipation personnelle. Le discours de Viollet le Duc se voulait effectivement antidogmatique et libérateur.
Ce qui transcende l’œuvre de Viollet le Duc est sa volonté d’une « renaissance de la méthodologie » en architecture. Cela explique sa confrontation avec le conservatisme des Beaux-Arts qui considérait que Viollet le Duc « était le dogme a abattre ». Si ses idées lui valurent de violentes critiques elles lui assurèrent aussi son énorme succès, car la nouvelle génération d’architectes voulait « remettre en cause l’ordre établi ». À la fin du XIXe siècle l’expression « faire du Viollet le Duc » signifiait moderne et anti académique.

### Chantiers marquants

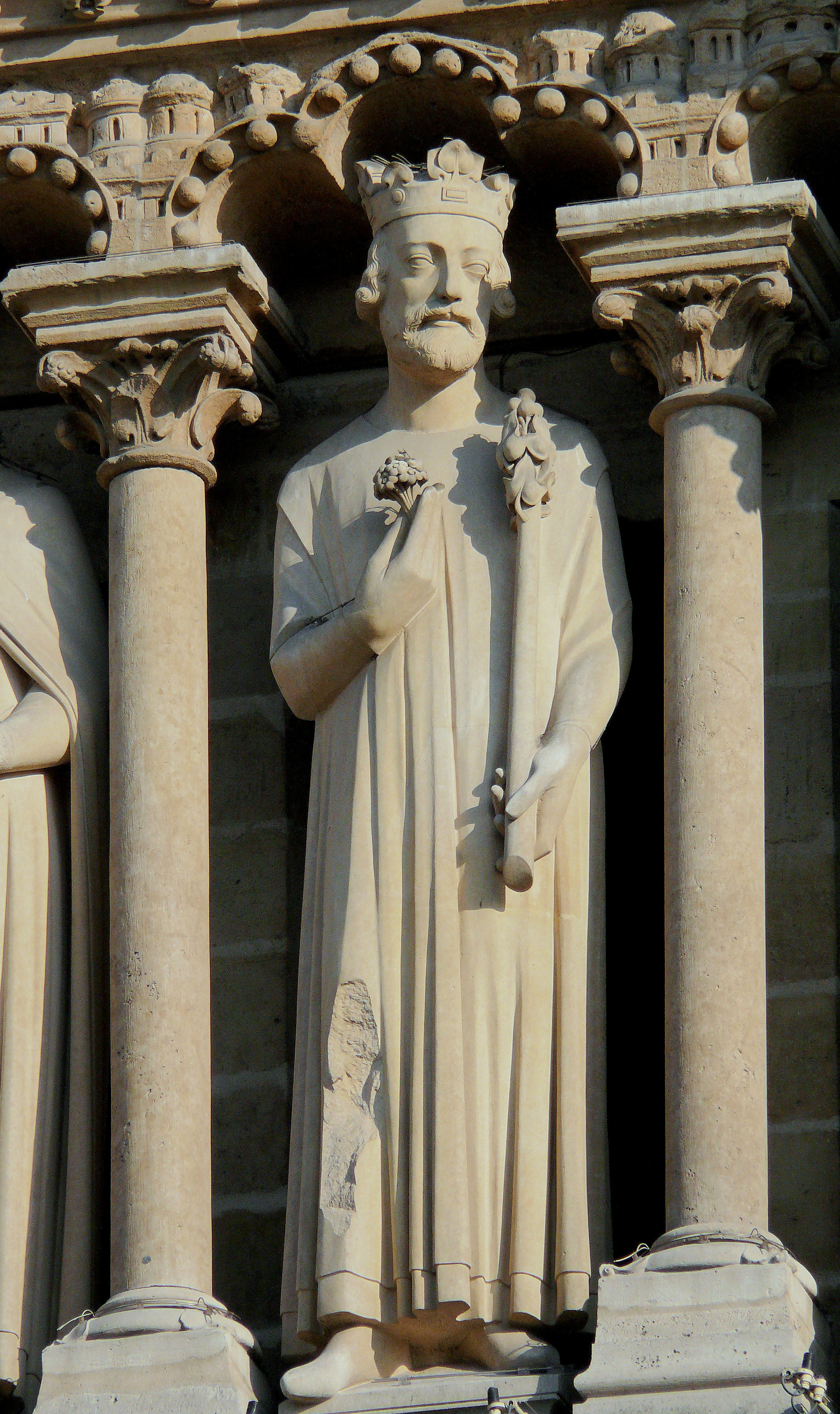
Viollet-le-Duc se fait représenter sous l'aspect d'un roi de Judée dans la galerie des rois de Notre-Dame-de-Paris.

C'est en 1840 que commence sa carrière de restaurateur. Prosper Mérimée lui demande de restaurer la basilique de Vézelay, qui menace de s’effondrer et que beaucoup voient condamnée. À vingt-six ans Viollet-le-Duc est le seul a relever le défi. Ce travail durera 19 ans et sera le premier d'une longue série de restaurations.

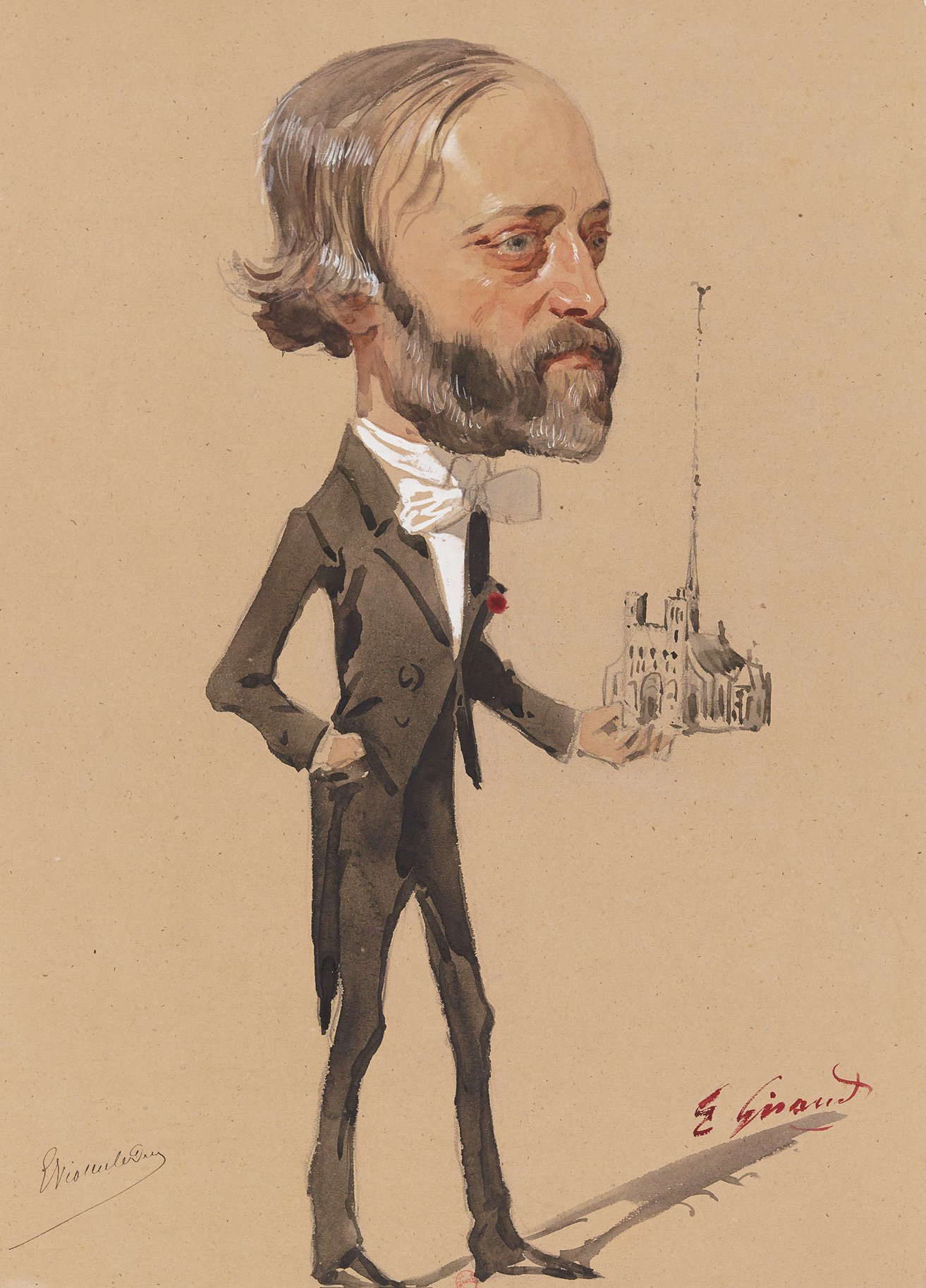
Caricature de Viollet-le-Duc avec la flèche de Notre-Dame par Eugène Giraud en 1861.

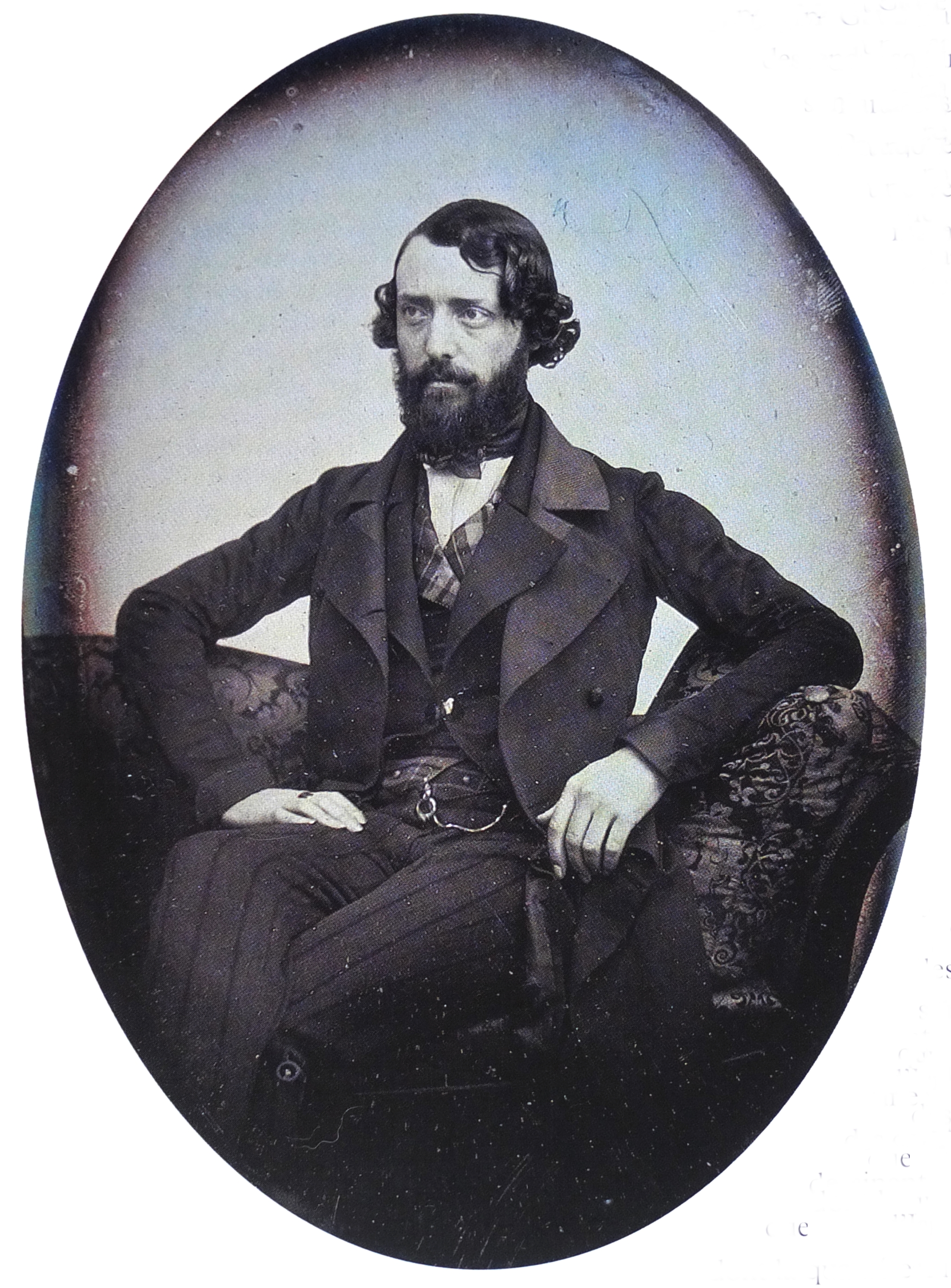
Daguerréotype 1848, auteur anonyme, musée des monuments français.

De 1845 à 1864, il restaure la cathédrale Notre-Dame de Paris avec Jean-Baptiste-Antoine Lassus. La cathédrale devient célèbre grâce au succès du roman de Victor Hugo et ce chantier était connu des architectes « Anglais, Américains, Allemands… qui voulaient tous le visiter et entrer en contact avec le maître. » Viollet-le-Duc profite du chantier pour présenter ses idées de décorations dans un style novateur : « Il est fascinant de constater combien le style de ses créations est précurseur dans le sens où il annonce, avec trente ans d’avance, les ornements typiques du futur mouvement de l’Art nouveau ». Considérées comme trop audacieuses ces décorations seront en grande partie effacées en 1945 et remplacées par une iconographie jugée plus académique.
La grande flèche qu'il installe sur la cathédrale sera sujette à de nombreuses polémiques, même si cette dernière avait bien existé avant 1794.
Viollet-le-Duc fut également chargé de la restauration de la cathédrale Notre-Dame d'Amiens de 1849 à 1874. Il y incorpora des éléments que le monument légué par le Moyen Âge n'avait jamais possédés. Il refit ainsi, au sommet de la grande façade occidentale, la galerie des sonneurs et des musiciens reliant les deux tours au-dessus de la rosace.
La reconstruction et les décorations néo-gothiques originales du château de Pierrefonds pour Napoléon III, à compter de 1857, influenceront le château de Louis II de Bavière à Neuschwanstein à compter de 1869, le château du Haut-Koenigsbourg de Guillaume II, le château de Cardiff de William Burgess et le Château de la belle au bois dormant de Walt Disney.
En 1858, le chantier impérial du château de Pierrefonds vaut à l'architecte d'amender le projet de la résidence impériale d'Arteaga, près de Bilbao, composé par son confrère Gabriel-Auguste Ancelet suivant le souhait de Napoléon III. Propriété familiale de l'impératrice Eugénie qui fut remise à l'honneur à l'occasion de la naissance du prince impérial en 1856, fait alors citoyen d'honneur de la province de Biscaye.
La Cité de Carcassonne est son plus grand chantier.

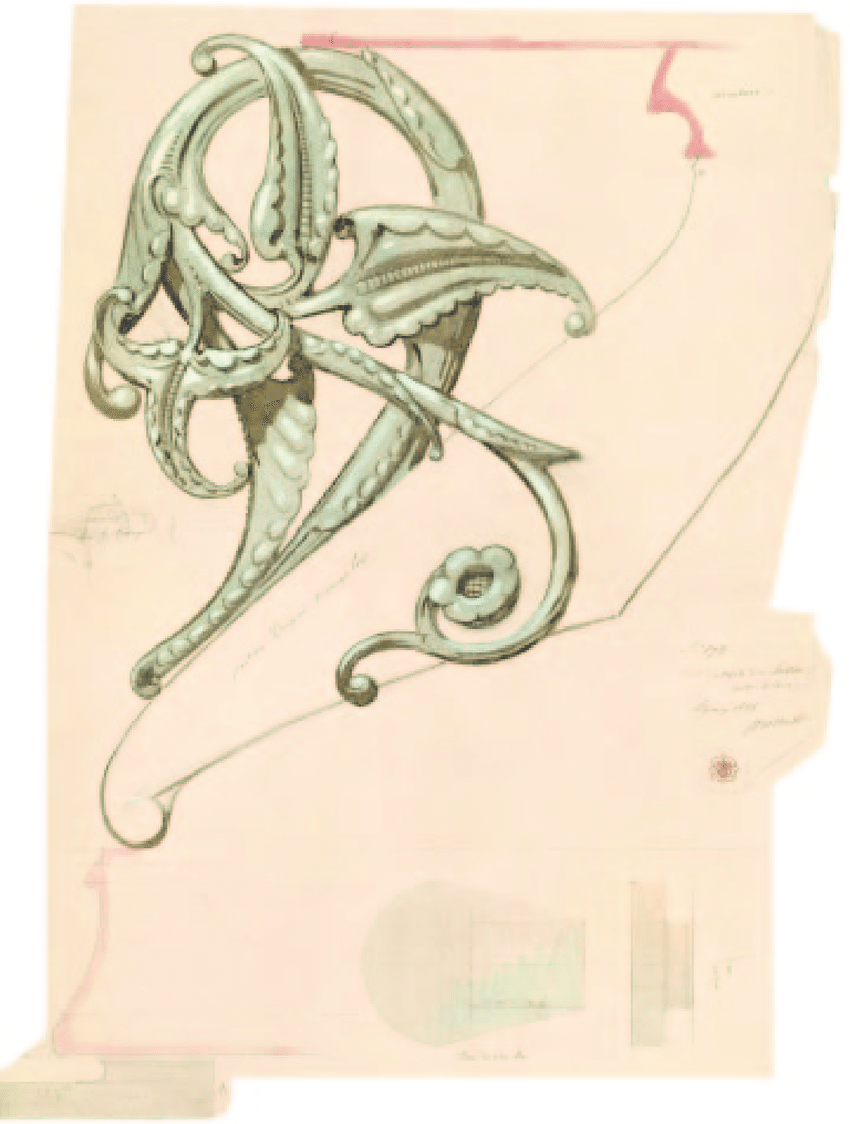
Viollet le Duc, dessin préparatoire pour le lutrin de Notre Dame de Paris

En 1865 il aménage aussi le château de Roquetaillade où il crée un art décoratif qui le concrétise comme le premier acteur du mouvement Art nouveau.
Parallèlement à ses nombreux travaux, il occupe de nombreux postes :
- Chef du Bureau des monuments historiques (en 1846) ;
- Membre de la Commission des arts et édifices religieux (en 1848)[59] ;
- Membre de la Commission supérieure de perfectionnement des Manufactures nationales de Sèvres, des Gobelins et de Beauvais (en 1849) ;
- Inspecteur général des Édifices diocésains (1853) (avec Léon Vaudoyer et Léonce Reynaud[25]);
- Architecte des Édifices diocésains (en 1857) ;
- Membre de la Commission des monuments historiques (en 1860) ;

En 1849, il est atteint du choléra dont il se remet et, l'année suivante, voyage en Angleterre avec Mérimée.
En 1863, il devient professeur d’histoire de l'art et d’esthétique à l'École des beaux-arts (la première chaire où figuraient explicitement les mots « histoire de l'art », discipline dont il fut un des fondateurs en France).

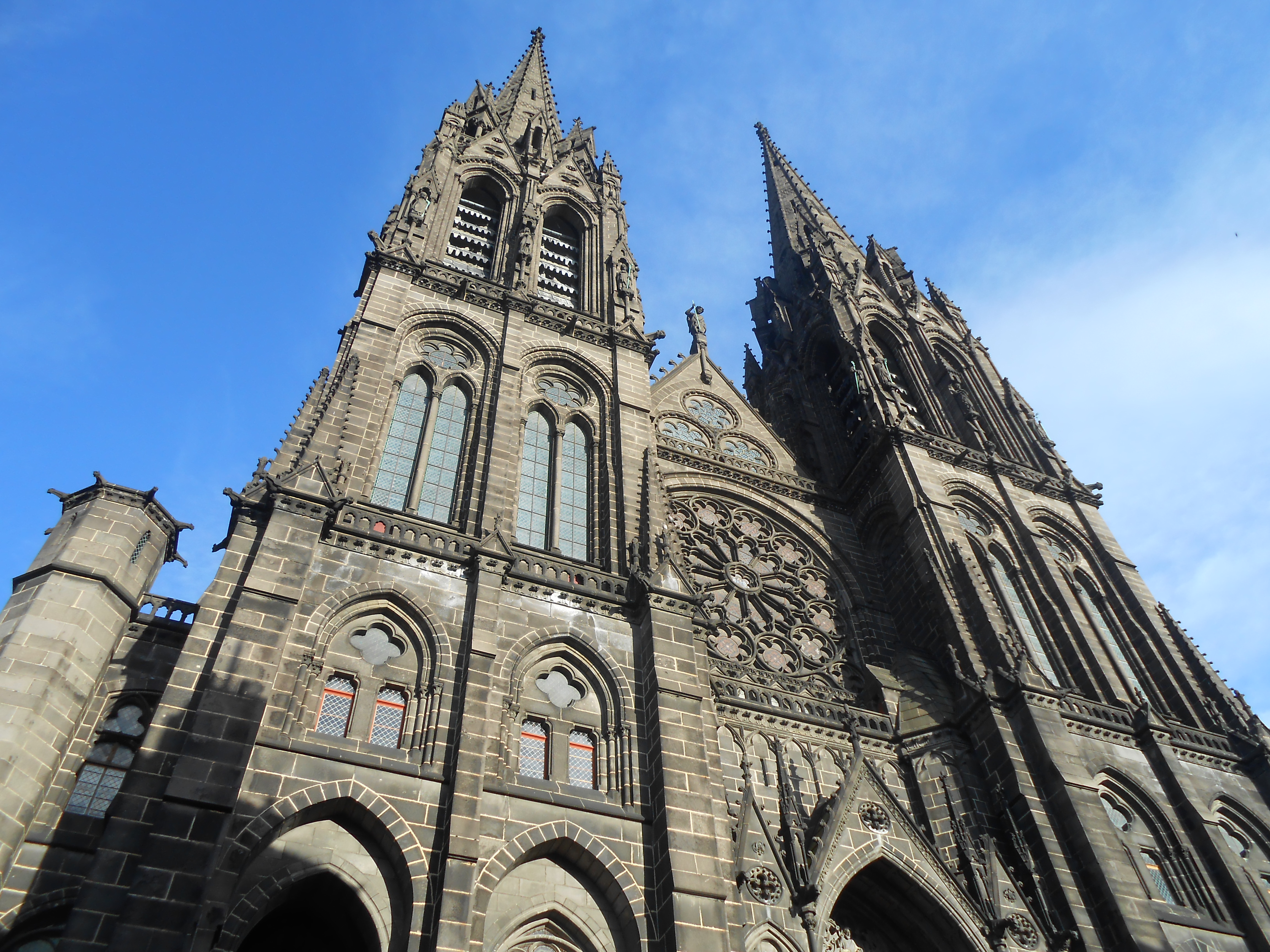
Façade occidentale et tours de la cathédrale de Clermont-Ferrand.

En 1866, il reprend la restauration de l'emblématique cathédrale Notre-Dame-de-l'Assomption qui se dresse sur la butte centrale de Clermont-Ferrand, impulsée par la visite de Napoléon III. C'est le premier et plus vaste édifice entièrement construit en lave de Volvic. On lui devra notamment ses deux flèches de 90 m de hauteur, un chevet caractéristique du style gothique de l'Île-de-France. L’actuel maître-autel, les grilles du chœur et la chaire épiscopale ont été également dessinés par Viollet-le-Duc.
En 1868, il commence ses courses dans le massif du Mont-Blanc où il manque de se tuer deux ans plus tard, en 1870, en chutant dans une crevasse ; dans l'attente des secours, il utilise son carnet de croquis pour dessiner la crevasse vue du fond.
Alors que Mérimée meurt à Cannes en septembre 1870, Viollet-le-Duc est responsable volontaire des fortifications pendant le siège de Paris lors de la guerre franco-prussienne. Après la fin du siège de Paris, il quitte la capitale. Il va cette année-là voyager en Italie et publier son Mémoire sur la défense de Paris. La défaite de la France en 1870 est une désillusion pour lui, le signe d'une dégénérescence nationale. En 1871, il est condamné à mort par la Commune de Paris et il s'exile en Suisse.
En 1872, il est chargé de la rénovation de la cathédrale de Lausanne en Suisse. Il préside également le comité d'exposition pour l'Exposition internationale de Lyon. L'année suivante, il est chargé d'organiser le retour des cendres de Louis-Philippe ; les dépouilles du roi et de la reine Amélie sont ramenées trois ans plus tard, en 1876, et inhumées dans la chapelle royale de Dreux.
À Lausanne, Viollet-le-Duc construit de 1874-1876 La Vedette, à la fois maison-atelier et demeure privée où loge sa confidente Alexandrine Suréda, accompagnatrice de l'architecte durant ses longues marches nécessaires à l'étude du massif du Mont-Blanc. Ce manifeste architectural de la fin de sa carrière, orné dans le grand atelier d'un décor peint sur toiles marouflées illustrant des montagnes, a été sacrifié à la spéculation immobilière en 1975, « Année européenne du Patrimoine ». Il publie en 1874 une carte topographique du massif du Mont-Blanc et intervient l'année suivante au château d'Eu.
En mars 1874, les autorités de la ville de Genève, auxquelles la constitution genevoise de 1848 a confié la gestion des lieux de culte sur son territoire, lancent le projet de restauration de la chapelle des Macchabées de la cathédrale Saint-Pierre et le confie à Eugène Viollet-le-Duc. Finalement, les autorités jugeant ses idées trop audacieuses, il renonce au mandat.
En 1877, il travaille à la préparation de l'Exposition universelle de Paris qui doit se dérouler l'année suivante.

### Mort
Eugène Viollet-le-Duc perd son frère en 1878 et meurt à la fin de l'été 1879, à Lausanne, alors qu'il travaille sur le chantier de restauration de la cathédrale de la ville. Il est inhumé au cimetière du Bois-de-Vaux (concession 101) à Lausanne sans célébration et dans l'anonymat total.

## Reconnaissances
La liste des institutions dont il fut membre résume la place centrale qu'avait Viollet-le-Duc dans l'architecture en Europe et dans les Amériques au XIXe siècle. Il est à noter que la seule Académie qui ne le reconnaît pas sera celle des Beaux-Arts en France :
Correspondant de l'Institut royal des architectes britanniques (1854). Membre des Beaux-Arts de Milan (1862), de la Société d'architecture d'Amsterdam (1863), de l'Académie royale des beaux-arts de Belgique (1863). Membre de l’Académie Saint-Ferdinand en Espagne (1864), des Beaux-Arts d'Amsterdam (1864), membre de l'Institut royal des architectes britanniques (1864) et médaille d'or royale pour l'architecture (1864). Membre de l'Académie royale des beaux-arts de Lisbonne (1864), de l’Académie de Vienne (1865), de l'Institut américain des architectes (1870), de l'Académie royale de Hanovre (1873), de l'Institut genevois des beaux-arts (1874), de la Société arti-amicitiae aux Pays-Bas (1874), de la Société américaine de philosophie de Philadelphie (1874), de l'Académie américaine des arts et des sciences (1875), des Beaux-Arts de Boston (1875), de l'Académie de Roumanie (1878), de la Société des arts industriels de Bavière (1879).
Il a été également officier « sur commission » (Commandant de Gendarmerie) sur décision du Gouvernement de la Garde Nationale constitué en 1870.
En 1877, à la demande du gouvernement Russe, Viollet-le-Duc écrira L'Art Russe, ses origines, ses éléments constitutifs, son apogée, son avenir.

## Distinctions
- Distingué de l'ordre impérial du Mexique (1865)
- Membre de l'ordre de la Rose de l'empire du Brésil (1873)
- Membre de l'ordre de Saint-Stanislas de Russie (1878)
- Commandeur de la Légion d'honneur (1869)

## Postérité
Eugène Viollet-le-Duc influença le regard de la société sur l'histoire du patrimoine historique français. C'est ainsi que sera créée en 1884, la Société des amis des monuments parisiens, puis en 1897, la Commission du Vieux Paris.
Ses théories sont à l'origine de l'Art nouveau et du mouvement moderne. Les travaux mis en œuvre durant la défense de Paris pendant la guerre franco-allemande de 1870 influenceront les ingénieurs des fortifications de Verdun avant la Première Guerre mondiale et ceux de la ligne Maginot. Il préconisera l'utilisation du cuivre pour la statue de la Liberté et c'est lui qui construira la tête et le bras tenant la torche.
L'artiste franco-allemand Theodor Josef Hubert Hoffbauer fut influencé par son œuvre. L'écrivain Marcel Proust l'évoque à de nombreuses reprises dans son roman-fleuve À la recherche du temps perdu (1913-1927), principalement dans le premier tome, Du côté de chez Swann (1913).

## Œuvres

### Quelques-unes de ses restaurations
Édifices religieux
- Amiens : cathédrale Notre-Dame

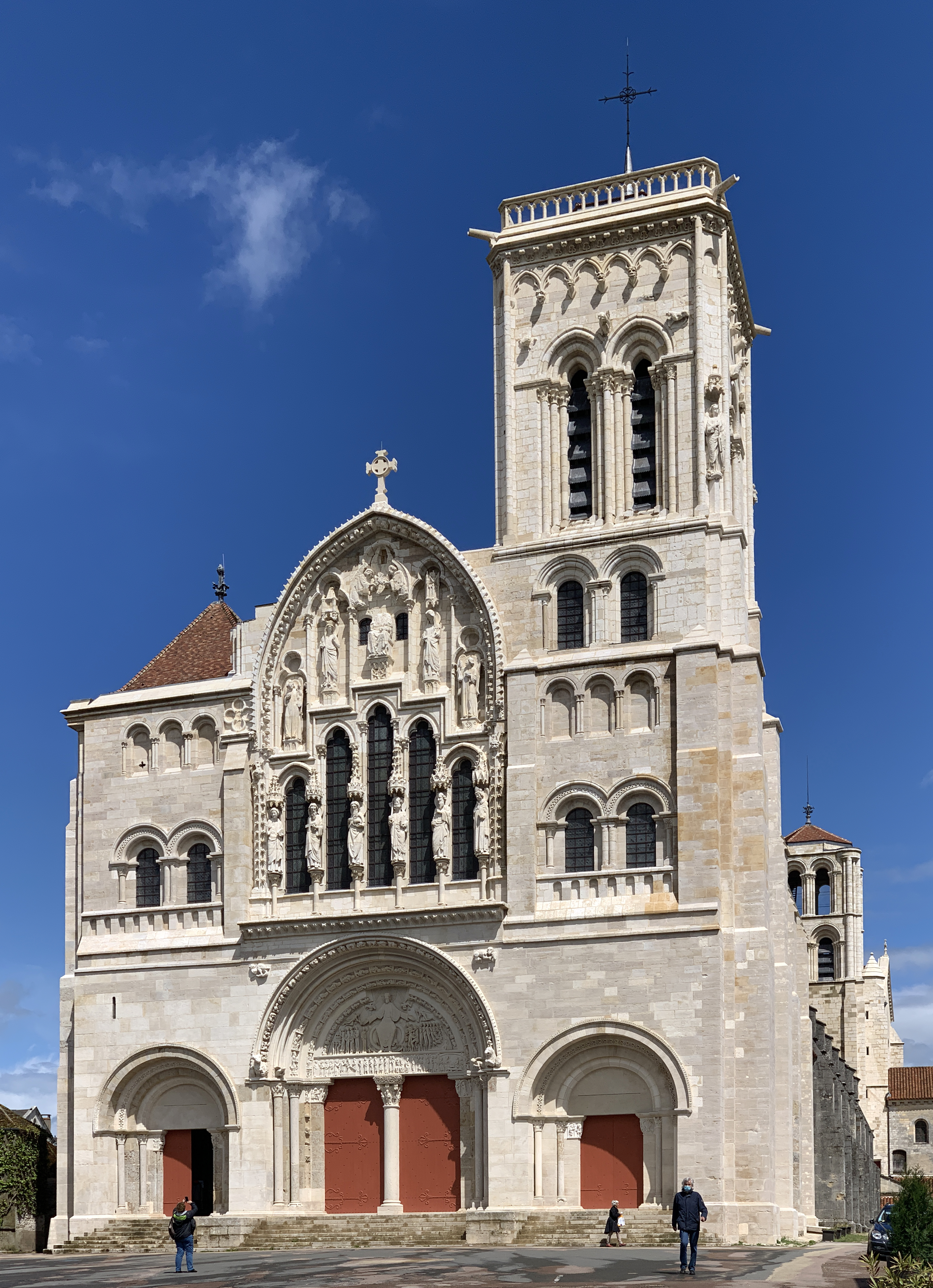
Basilique Sainte-Marie-Madeleine de Vézelay

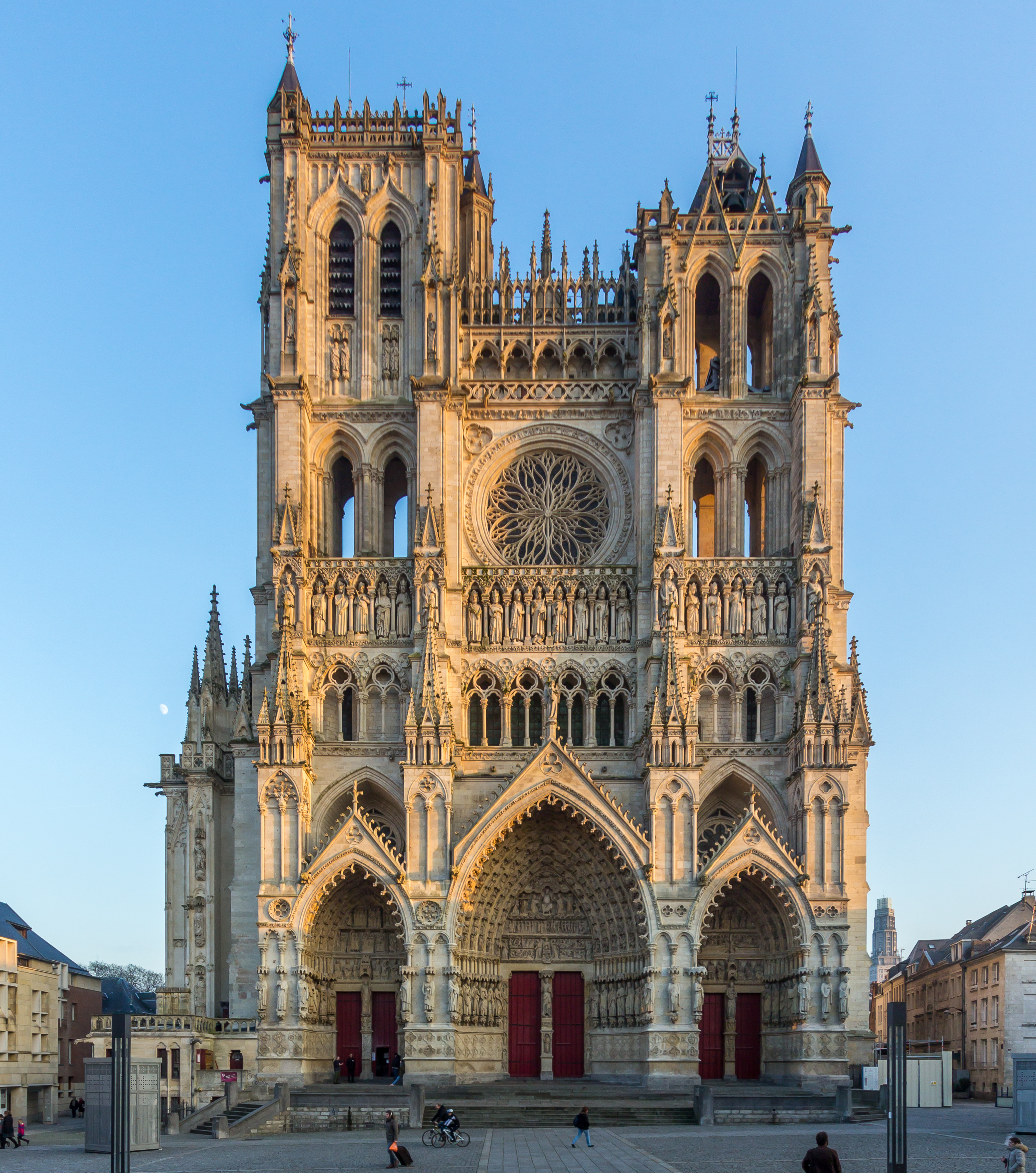
Cathédrale Notre-Dame d'Amiens

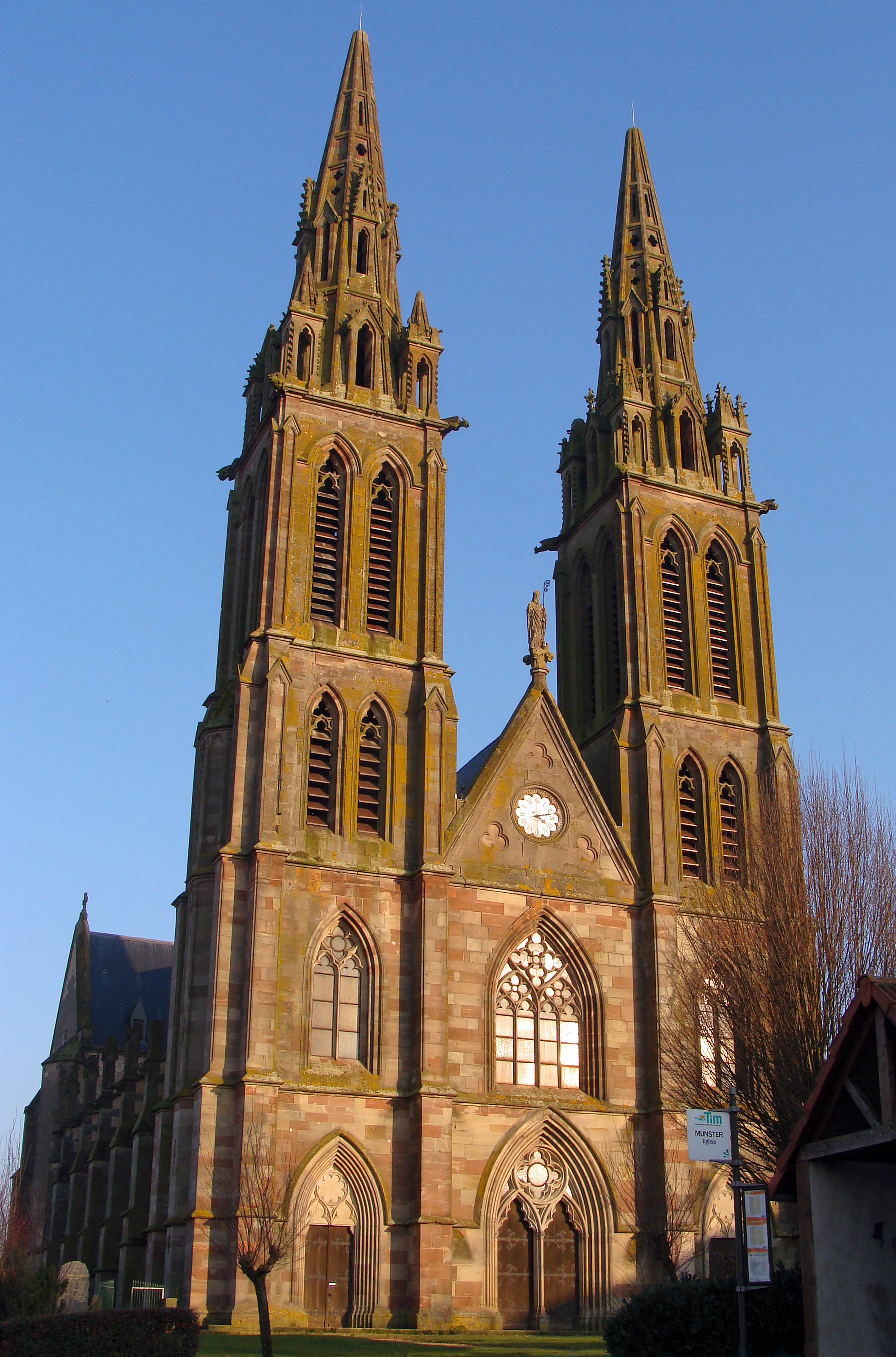
Église Saint-Nicolas de Munster (Moselle).

- Auxerre : cathédrale Saint-Étienne
- Beaune-la-Rolande : église Saint-Martin
- Carcassonne :
  - cathédrale Saint-Michel
  - basilique Saint-Nazaire
- Clermont-Ferrand : cathédrale Notre-Dame-de-l'Assomption
- Lausanne : cathédrale Notre-Dame
- Mirepoix (Ariège) : cathédrale Saint-Maurice
- Montréal (Yonne) : collégiale Notre-Dame
- Munster (Moselle) : église Saint-Nicolas
- Neuville-sous-Montreuil (Pas-de-Calais) : chartreuse Notre-Dame-des-Prés
- Paris :
  - cathédrale Notre-Dame, avec Jean-Baptiste-Antoine Lassus
  - Sainte-Chapelle, avec Félix Duban et Jean-Baptiste-Antoine Lassus
- Poissy : collégiale Notre-Dame
- Le Puy-en-Velay : cathédrale Notre-Dame du Puy, Viollet-le-Duc est en lien direct avec Aymon Mallay
- Saint-Denis : basilique Saint-Denis
- Saint-Père (Yonne) : église Notre-Dame
- Semur-en-Auxois (Côte-d'Or) : collégiale Notre-Dame
- Simorre (Gers) : église Notre-Dame
- Strasbourg : Chapelle Sainte Catherine de la cathédrale Notre-Dame
- Toulouse : basilique Saint-Sernin
- Vézelay : basilique de la Madeleine

Hôtels de ville
- Saint-Antonin-Noble-Val (Tarn-et-Garonne)
- Narbonne (Aude)
- Compiègne (Oise)

Châteaux
- Cité de Carcassonne (Aude)
- Château de Roquetaillade (Gironde)
- Château de Pierrefonds (Oise)
- Château d'Arteaga (Espagne)
- Château de Coucy (Aisne)
- Château de Pupetières (Isère, Auvergne-Rhône-Alpes)
- Château des Tours (Gironde)
- Château d'Eu (Seine-Maritime)
- Château de Saint-Maurice-d'Ételan (Seine-Maritime)

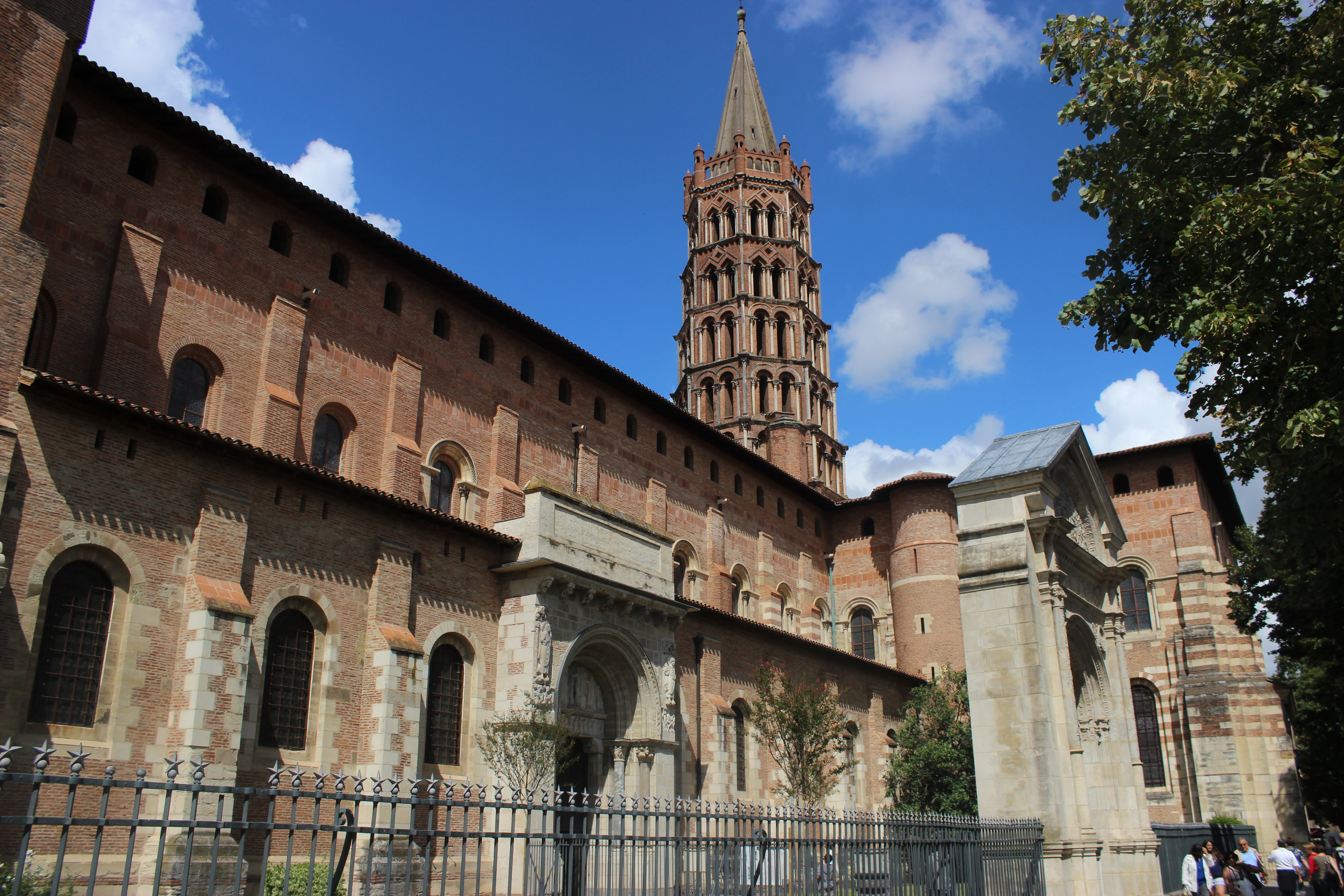
Basilique Saint-Sernin de Toulouse.
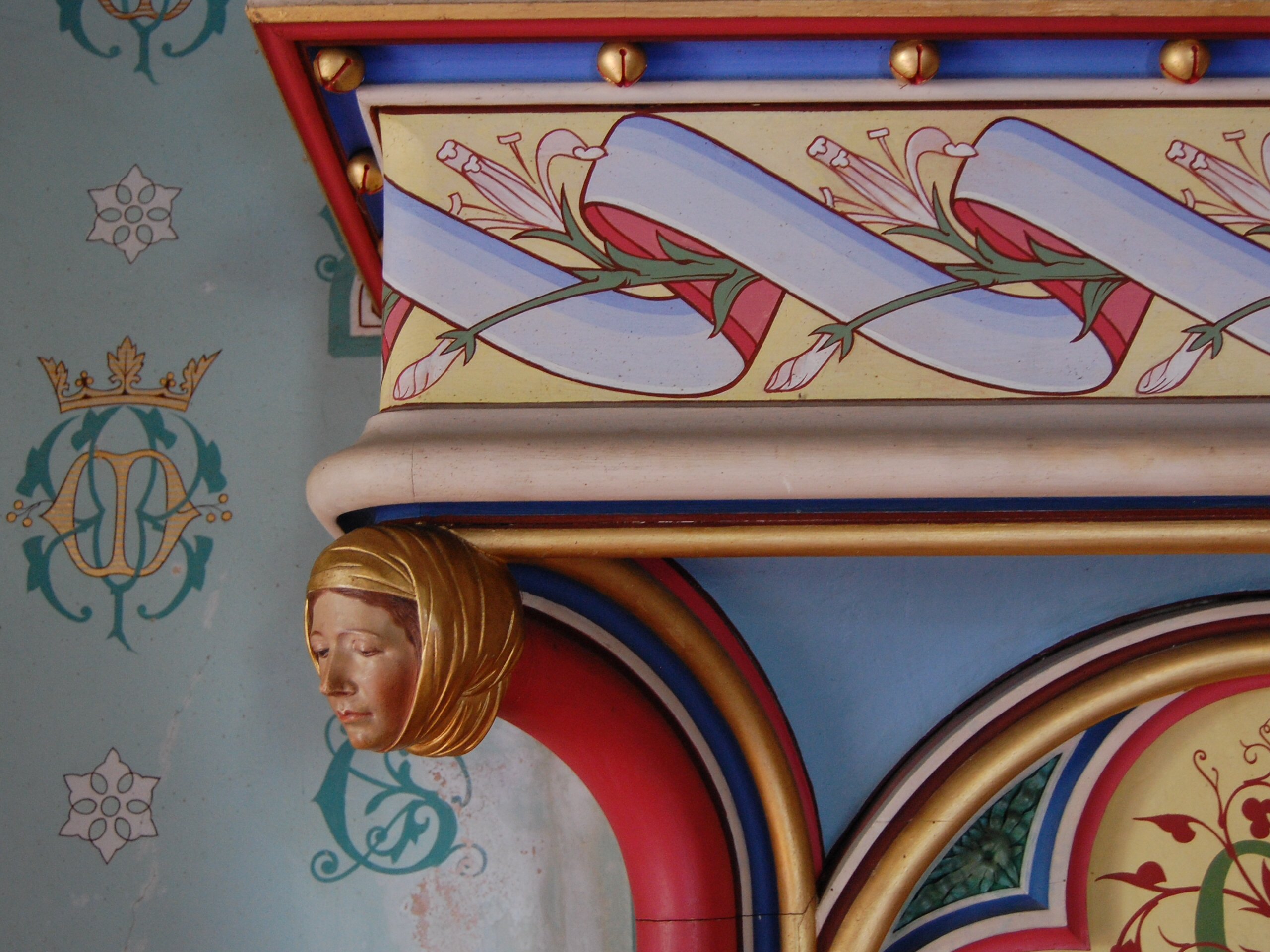
Viollet-le-Duc, Chambre Rose (détail), château de Roquetaillade.
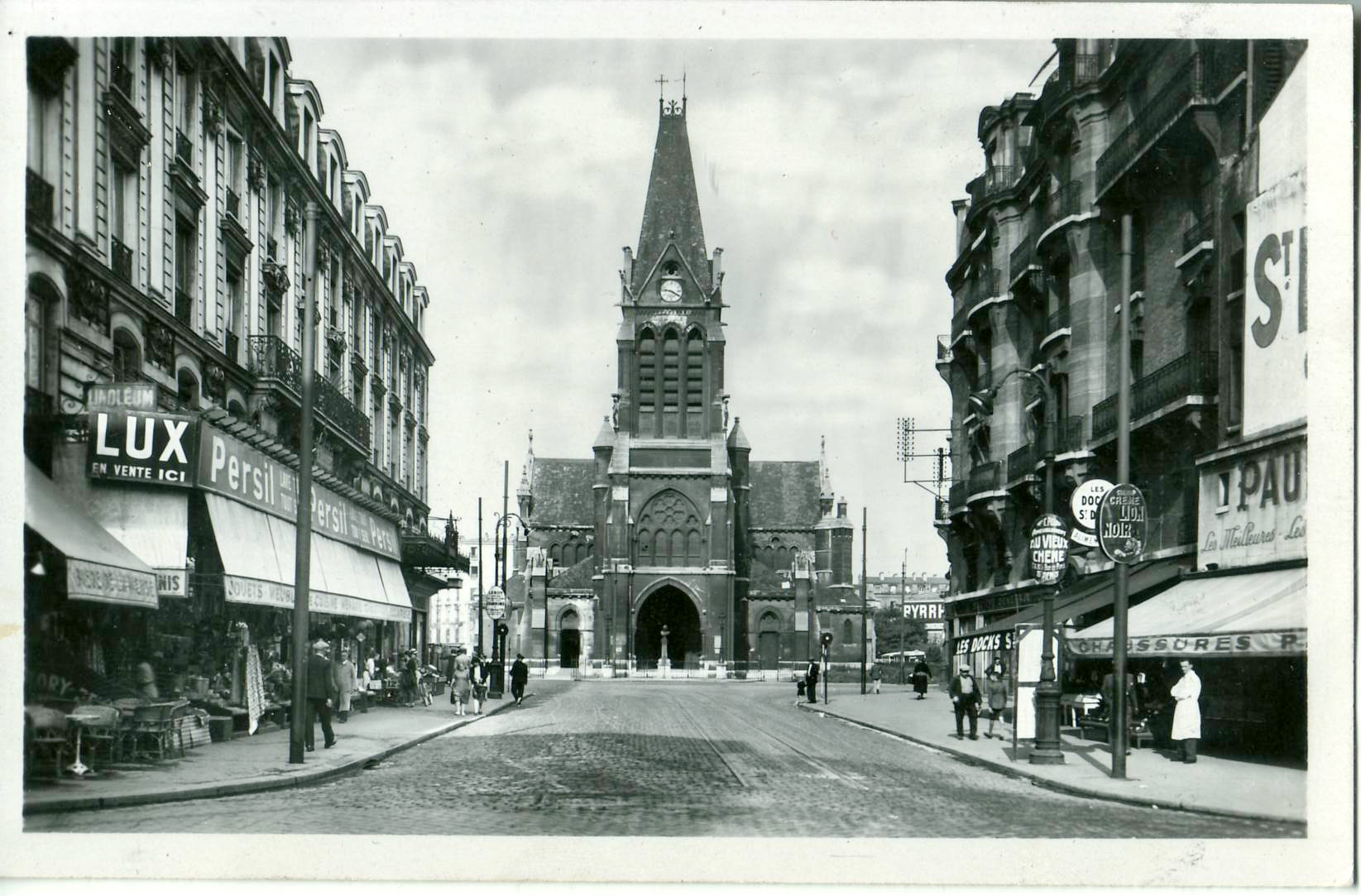
Église Saint-Denis-de-l'Estrée à Saint-Denis, dans les années 1930.
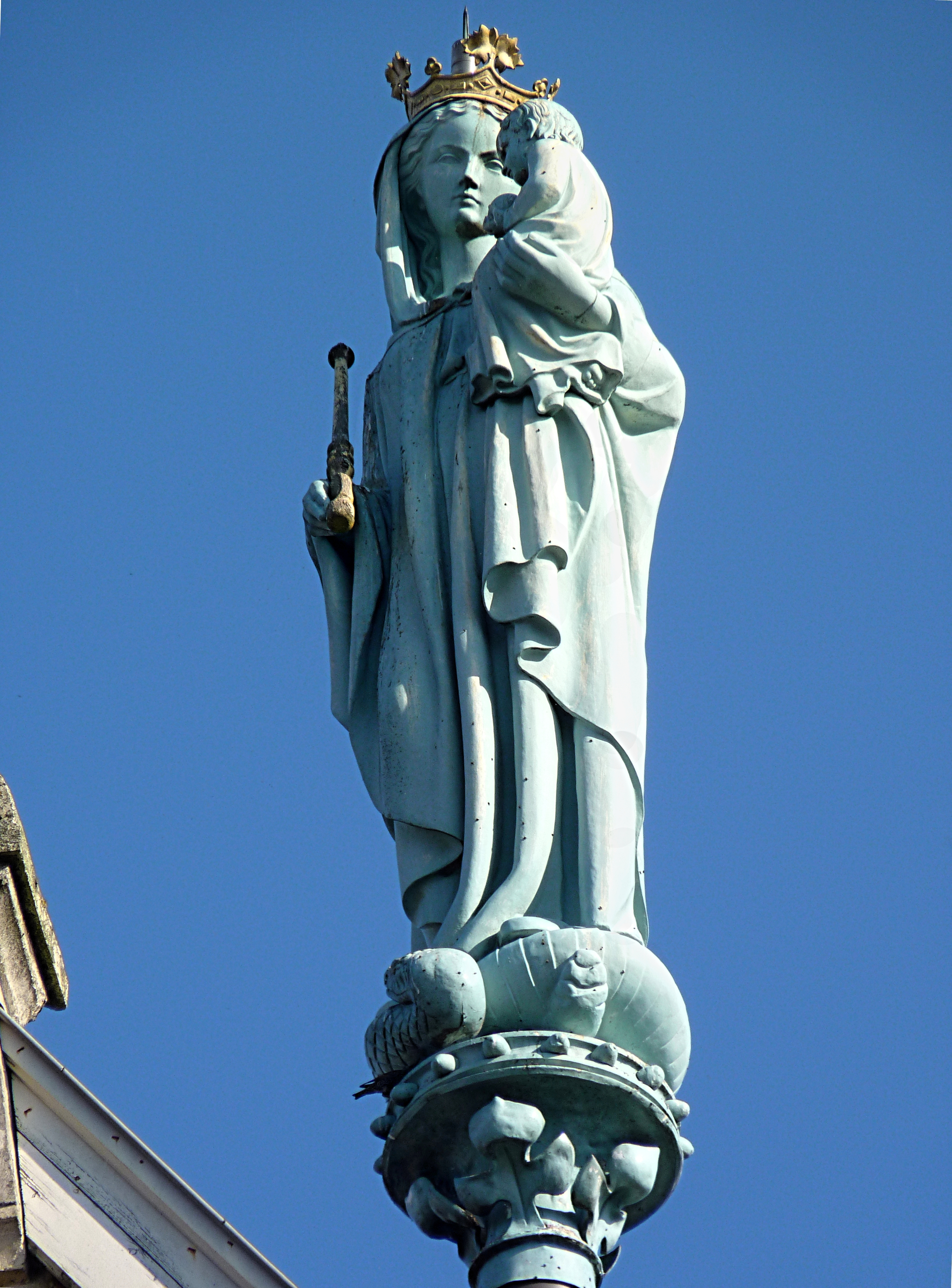
Statue de la Vierge couronnant l'église Notre-Dame de la Marlière à Tourcoing.

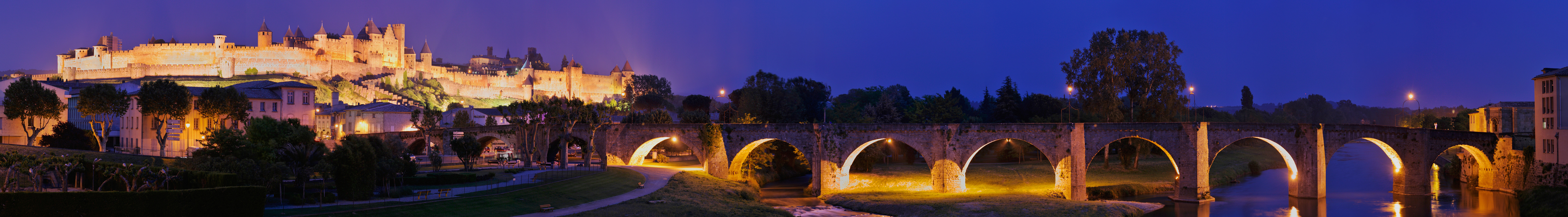
La cité de Carcassonne restaurée par Viollet-le-Duc et le pont Vieux traversant l'Aude.

### Quelques-unes de ses réalisations
- Château du Tertre à Ambrières-les-Vallées (Mayenne)
- Château d'Abbadia (Hendaye)
- Château de la Flachère (Rhône, Auvergne-Rhône-Alpes)
- Remparts d'Avignon
- Église Saint-Gimer de Carcassonne
- Église écossaise de Lausanne
- Église Saint-Martin d'Aillant-sur-Tholon
- Château de Montdardier (Gard)
- Château Jacquesson à Châlons-en-Champagne, seule maison de ville de cet architecte.
- Autel dans la crypte Saint-Léonard de la cathédrale du Wawel
- Église Saint-Denis-de-l'Estrée à Saint-Denis
- Chapelle du duc de Morny[70] au cimetière du Père-Lachaise à Paris
- Chapelle funéraire des barons d'Arbelles au cimetière des Carmes à Clermont-Ferrand
- Intérieur du château de Pregny

### Quelques immeubles construits à Paris
- Immeuble, 28 rue de Liège, en 1846
- Immeuble, 80 boulevard du Montparnasse, en 1859[71]
- Immeuble, 15 rue de Douai, en 1860 (inscrit à l'inventaire des Monuments historiques[72])
- Immeuble construit pour lui-même, 68 rue Condorcet, en 1862 (inscrit à l'inventaire des Monuments historiques[73]). Il y a sculpté son symbole : l'oiseau (le hibou grand-duc).
- Immeuble, 23 rue Chauchat - 42 rue Lafayette, en 1864 (inscrit à l'inventaire des Monuments historiques[74])

## Compléments
Pendant toute sa carrière, il prend des notes et des croquis, pas seulement des constructions sur lesquelles il travaillait, mais aussi des constructions romanes, gothiques et Renaissance qui devaient être bientôt démolies. Son étude de la période médiévale et de la Renaissance ne s'est pas limitée à l'architecture : il s'intéressa aussi au mobilier, aux vêtements, aux instruments de musique, à l'armement, etc.
Il est aussi historien et surtout théoricien de l'architecture. En 1863 il est à l’origine de la première chaire intitulée « Histoire de l’Art et d’esthétique » à l’école des Beaux-Arts de Paris. Victime d’une cabale créée par certains professeurs, dont le peintre néo-classique Ingres et par Julien Guadet qui prendra sa place, la pédagogie qu’il propose pour enseigner cette nouvelle matière est rejetée par les élèves. Dans une ambiance hostile Viollet-le-Duc démissionne au bout de deux mois. En réaction à cela il sera à l'origine de la création de l'École spéciale d'architecture, boulevard Raspail.
Ses idées, marquées par une lecture rationaliste de l'architecture médiévale et exprimées dans les Entretiens sur l'architecture qu'il publie en 1863, inspirèrent nombre de ses contemporains, ainsi que certains des représentants majeurs du futur mouvement Art nouveau au tournant du XXe siècle (Hector Guimard, Victor Horta, Antoni Gaudí, Hendrik Petrus Berlage, etc.) et trouvèrent même un nouvel essor au travers de réalisations récentes. L'architecte Frank Lloyd Wright a reconnu l'importance des écrits de Viollet-le-Duc dans sa propre formation.
Homme aux amitiés remarquées, son nom, parfois associé aux excès du romantisme – « Faire du Viollet-le-Duc » – avait, jusqu’à la fin du XXe siècle, des connotations péjoratives que les colloques et expositions présentés lors du centenaire de sa mort en 1979 ont contribué à atténuer.
Il a travaillé sur plusieurs chantiers, dont le Mont-Saint-Michel, le château de Pierrefonds, avec les Ateliers Monduit. Il est intervenu à la Grand-Place de Bruxelles. Il suggéra la mise en place, sur l'aile gauche de l'Hôtel de Ville de Bruxelles, d'un cul-de-lampe historié rappelant l'assassinat d'Éverard t'Serclaes (le bas du cul-de-lampe montre le diable emportant l'âme du seigneur de Gaesbeek).
Au-delà de l'architecture, c'est aussi un dessinateur remarquable, auteur de nombreux dessins et aquarelles réalisés au cours de ses voyages, notamment dans les Pyrénées et les Alpes, où il recherche dans le chaos des montagnes une structure cachée. Passionné par la montagne, et en particulier le mont Blanc, il s'intéresse à la géologie et aux effets de l'érosion.

### Doctrine sur la restauration

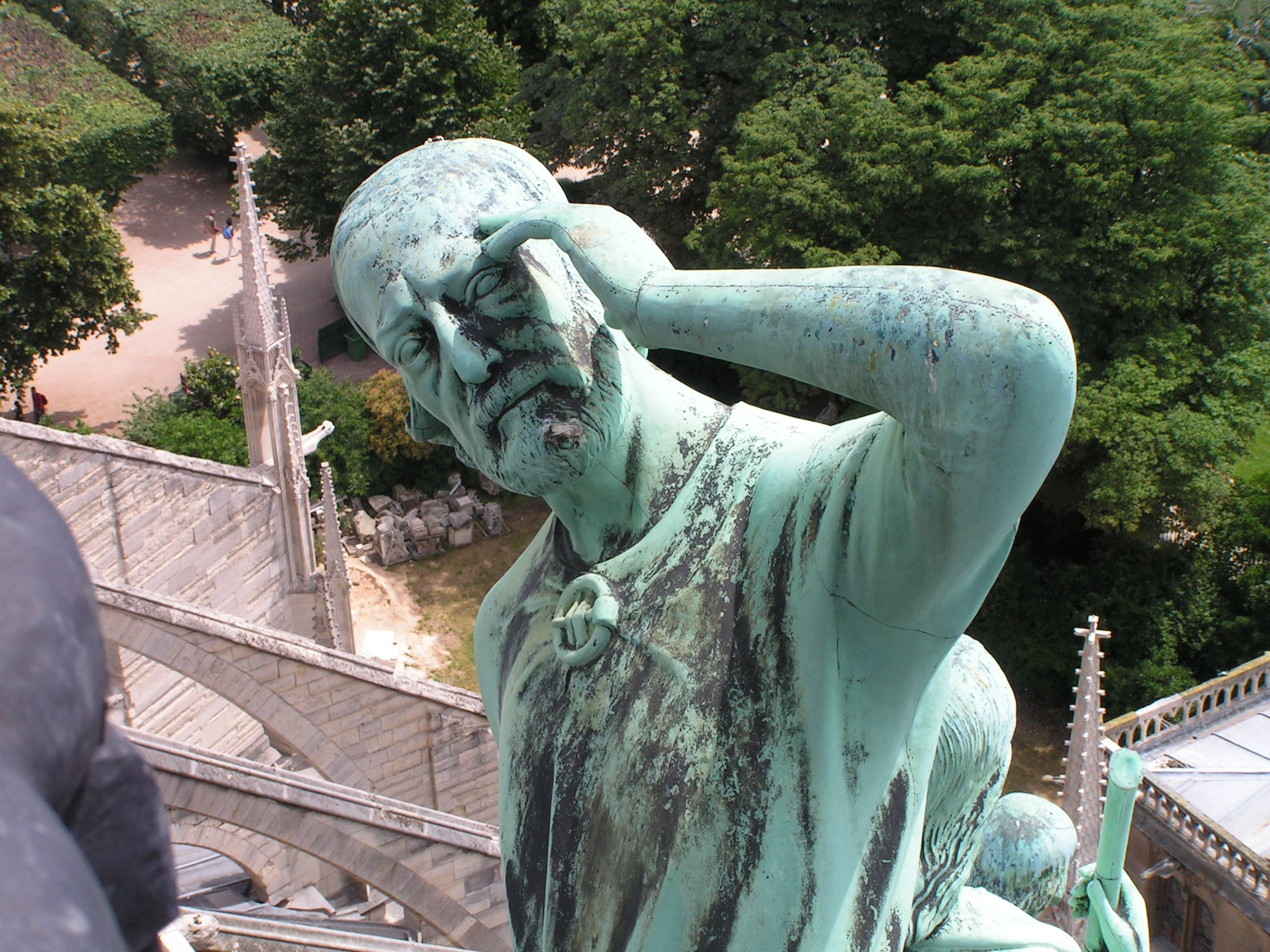
Statue d'Eugène Viollet-le-Duc qui représente l’apôtre saint Thomas, patron des architectes, en lui donnant son visage, flèche de la cathédrale Notre-Dame de Paris (détail).

Avant le XIXe la « science de la restauration » n'existait pas et comme le faisait remarquer Viollet-le-Duc le mot « restauration » n'existait pas chez les Romains. Il dénonce dès 1851 l'absence de culture de l'entretien du patrimoine bâti en France et surtout ses conséquences financières.
Son point de vue sur la restauration est complexe et souvent on ne retient qu'une de ses phrases qui sera sujet à de nombreuses polémiques :

« Restaurer un édifice, ce n'est pas l'entretenir, le réparer ou le refaire, c'est le rétablir dans un état complet qui peut n'avoir jamais existé à un moment donné. »

— Eugène Viollet-le-Duc, Dictionnaire raisonné de l’architecture française du XIe au XVIe siècle, t. 8, « Restauration »
Cette phrase exprime la volonté de Viollet-le-Duc de rechercher une unité de style. En application de ces principes, Viollet-le-Duc modifia plusieurs monuments. Par exemple à Notre Dame de Paris il remet des vitraux colorés qui avaient été détruits sous Louis XV par les chanoines car jugés trop sombres et remplacés par du verre blanc. Il remet en place le trumeau, ce pilier central soutenant le portail du Jugement dernier, qui avait été amputé par Jacques-Germain Soufflot pour faciliter le passage des processions, etc. Cela explique que son œuvre soit controversée en son temps, mais cela permit de les sauver de la ruine. Il a longtemps incarné en France le symbole d'une restauration arbitraire et traumatisante. En effet, pendant la première partie du XXe siècle, il essuie de violentes attaques, en particulier au sujet de ses restaurations de monuments historiques et de ses raisonnements jugés pseudo-scientifiques sur l’architecture gothique, attaques qui passent sous silence le théoricien du rationalisme. Or ses restaurations se fondaient sur une pensée rationnelle, forgée à partir d’études archéologiques approfondies.
Son travail est cependant apprécié en ce qui concerne Notre-Dame de Paris.
La basilique Saint-Sernin de Toulouse a été « dé-restaurée » en 1995-1996, c'est-à-dire qu'on est revenu à l'état précédant les restaurations de Viollet-le-Duc.

## Publications
- Directeur de publication de la revue la Gazette des architectes et du bâtiment.
- Monographie de Notre-Dame de Paris et de la nouvelle sacristie, Lassus et Viollet-le-Duc, Paris, Morel, 1853[83].
- Essai sur l'architecture militaire au Moyen Âge, Paris, Bance, 1854, II-236 p. (en ligne sur gallica)
- Dictionnaire raisonné de l'architecture française du XIe au XVIe siècle, 10 vol., Paris, B. Bance, A. Morel, 1854 à 1868[84].
- Dictionnaire raisonné du mobilier français de l'époque carolingienne à la Renaissance, 6 vol., Paris, Vve A. Morel, 1858-1870 (en ligne sur gallica et archive.org)
- Entretiens sur l'architecture, Paris, 1858-1872, en ligne sur Gallica : Tome 1, 1863 ; Tome 2, 1872 ; Atlas, 1863.
- Description du château de Pierrefonds, Paris, Bance, 1857, 23 p., pl.
- Description du château de Coucy, Paris, Bance, 1857, 23 p., pl.
- Cité de Carcassonne (Aude), Paris, Gide, 1858, 52 p.
- Cités et ruines américaines Mitla, Palenqué, Izamal, Chichen-Itza, Uxmal recueillies et photographiées par Désiré Charnay, Paris, Gide, A. Morel et Cie, 1863 (en ligne sur Gallica)
- Mémoire sur la défense de Paris septembre 1870 - janvier 1871, Paris, Vve A. Morel et Cie, 1871, LX-239 p.
- Histoire d’une maison, Paris, Hetzel, 1873, 260 p.
- Monographie de l’ancienne église abbatiale de Vézelay, Paris, Gide, Baur et Detaille, coll. « Archives de la commission des monuments historiques », 1873, 29 p. : 1 plan et 12 pl. h.t. gr., 55 x 37 cm (OCLC 27242503)
- Histoire d’une forteresse, Paris, Hetzel, 1874, 368 p.
- Histoire de l'habitation humaine depuis les temps préhistoriques jusqu'à nos jours, Paris, Hetzel, 1875, 372 p.
- Le Massif du Mont Blanc Étude sur sa constitution géodésique et géologique sur ses transformations et sur l'état ancien et moderne de ses glaciers, Paris, J. Baudry, 1876, XVI-280 p. [lire en ligne]
- L'art russe, ses origines, ses éléments constitutifs, son apogée, son avenir, Paris, Ve A. Morel et Cie, 1877, 261 p. Réimprimé en 2012[85].
- Histoire d'un hôtel de ville et d'une cathédrale, Paris, Hetzel, 1878, 284 p.
- Histoire d'un dessinateur comment on apprend à dessiner, Paris, J. Hetzel & Cie, 1879, 304 p. Réimprimé notamment en 1978[86].
- De la décoration appliquée aux édifices, Paris, A. Ballue, 1880, 45 p.
- Viollet-le-Duc et son Œuvre Dessiné, Claude Sauvageot, Paris, Morel & Cie, 1880[87].
- Compositions et Dessins, Paris, Librairie Centrale d'Architecture, 1884[88].
- Dessins Inédits, 3 volumes, Paris, Armand Guérinet, 1894-1902[89],[90],[91]

Des parties de sa correspondance ont été éditées :
- Lettres d'Italie, 1836-1837, adressées à sa famille, annotées par Geneviève Viollet-le-Duc, Paris, L. Laget, 1971, 437 p.
- La correspondance Mérimée - Viollet-le-Duc, éd. par Françoise Bercé, Paris, CTHS, 2001, 301 p.

## Iconographie
- Nadar, Portrait de Viollet-le-Duc, photographie[92]
- Charles Marville, Portrait d'Eugène Viollet-le-Duc, 1860, photographie, Paris, Cité de l'architecture et du patrimoine, fonds Geoffroy-Dechaume

## Quelques élèves
- Paul Abadie
- Anatole de Baudot
- André Berthier
- François Bougoüin
- Benjamin Bucknall
- Édouard Corroyer
- Denis Darcy
- Étienne Darcy
- Edmond Duthoit
- Auguste-Alexandre Guillaumot
- André Lecomte du Noüy
- Eugène Millet
- Maurice Ouradou
- Victor Petitgrand
- Alphonse Durand[93]
- Joseph Mocker